# Węgliniec
Węgliniec é um município da Polônia, na voivodia da Baixa Silésia e no condado de Zgorzelec. Estende-se por uma área de 8,73 km², com 2 928 habitantes, segundo os censos de 2016, com uma densidade de 335,4 hab/km².